# وولف 1061b
وولف 1061ب (بالإنجليزية: Wolf 1061b)‏ أو ول 1061ب (بالإنجليزية: WL 1061b)‏ هو كوكب خارج المجموعة الشمسية يدور حول نجم قزم أحمر وولف 1061 في كوكبة الحواء على بعد حوالي 13.8 سنة ضوئية من الأرض. وهو أقرب كوكب من نجمه، يليه وولف 1061 ج ووولف 1061 د. له دور مداري يبلغ حوالي 5 أيام، ويدور الكوكب بالقرب للغاية من نجمه ليعد من الكواكب الموجودة في النطاق الصالح للسكن.

## روابط خارجية
- فيديو يحاكي شكل نظام وولف 1016 أعدته جامعة جامعة نيو ساوث ويلز.